# Ichy
Ichy település Franciaországban, Seine-et-Marne megyében. Lakosainak száma 158 fő (2022. január 1.). Ichy Obsonville, Bromeilles, Arville, Aufferville és Burcy községekkel határos.

## Népesség
A település népességének változása:
| Lakosok száma | 186  | 183  | 176  | 166  | 163  | 161  | 160  | 159  | 158  |
|               | 2013 | 2015 | 2016 | 2017 | 2018 | 2019 | 2020 | 2021 | 2022 |